# Lophochernes luzonicus
Lophochernes luzonicus es una especie de arácnido del orden Pseudoscorpionida de la familia Cheliferidae.

## Distribución geográfica
Se encuentra en Luzón (Filipinas).